# Vrlika
Vrlika je malé město ležící ve stejnojmenné samosprávné oblasti ve vnitrozemské Dalmácii (Chorvatsko). Ve městě žije 959 obyvatel, zatímco celá samosprávná oblast jich čítá 2705 (2001). Nejbližšími většími městy jsou Sinj, Knin a Drniš.

## Historie
Známá historie Vrliky sahá až do 7. století, kdy sem přišli Chorvati a u pramenů řeky Cetiny na polích pod Dinárským pohořím zbudovali vesnici. V 9. století zde byl vystavěn nejstarší (a dosud stojící) chorvatský kostel se zvonicí. Z archeologických nálezů datovaných do této doby víme, že kultura Vrliky byla ovlivněna Franskou říší.
Historie středověké Vrliky byla završena vpádem Osmanské říše, při kterém bylo veškeré obyvatelstvo násilně donuceno konvertovat k islámu a vesnici opustit. Mnoho z těchto lidí odešlo na ostrov Olib v Jaderském moři.